# Osorno
Osorno är en stad i Chile och är den näst största staden i regionen Los Lagos. Den är huvudort för en provins med samma namn och folkmängden uppgår till cirka 150 000 invånare.